# Fischer Holding

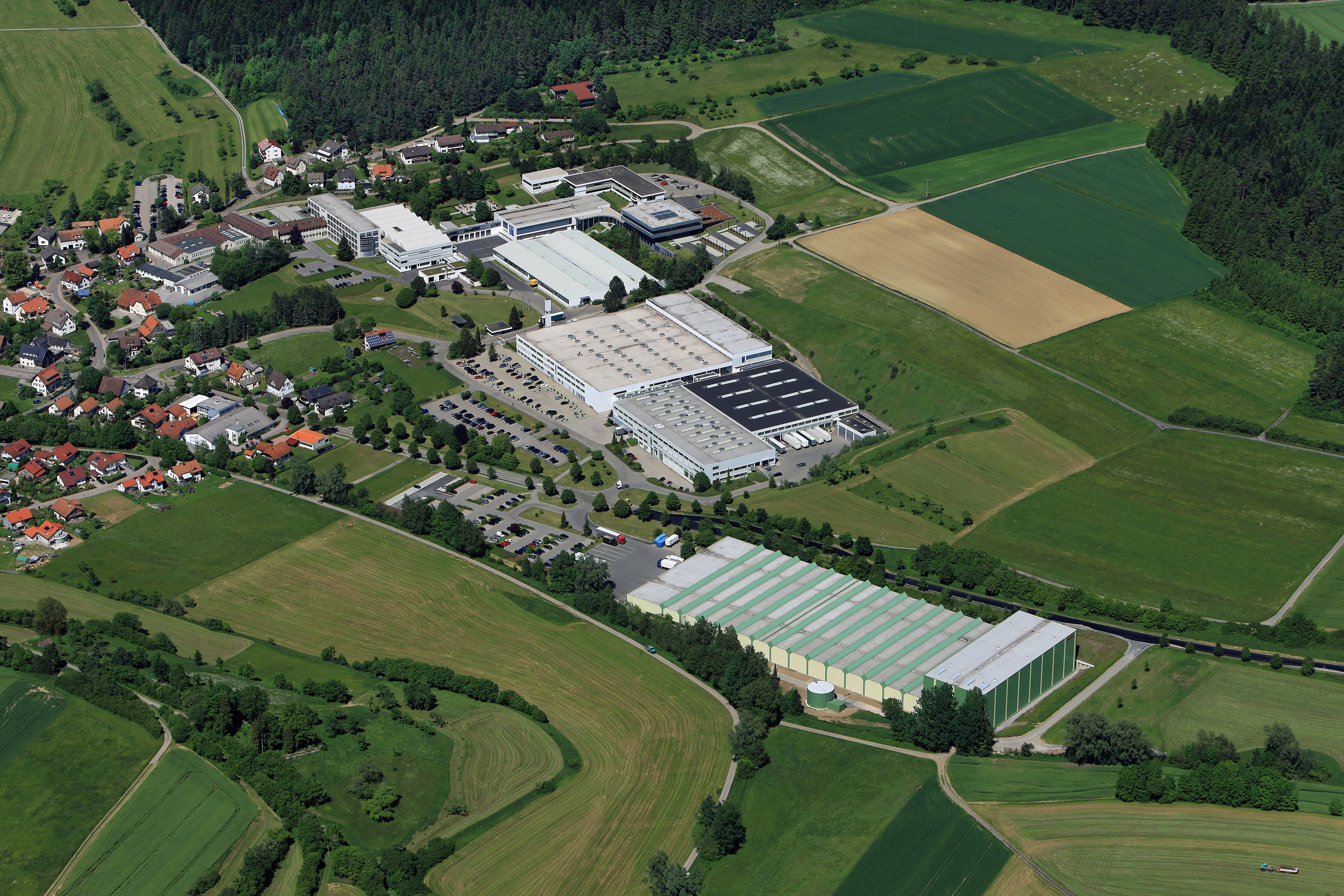
Luftbild Hauptsitz in Waldachtal

Die Fischer Holding GmbH & Co. KG (Eigenschreibweise: fischer holding) ist die Konzernobergesellschaft der Unternehmensgruppe Fischer mit Hauptsitz im baden-württembergischen Waldachtal.
Der Konzern ist weltweit tätig in den Bereichen Befestigungstechnik (Fischer-Dübel), Konstruktionsspielzeug (Fischertechnik, FischerTiP), Unternehmensberatung (fischer Consulting), Sondermaschinenbau, Werkzeugbau und dem Elektronik-Bauteile-Hersteller (fischer Electronic Solutions). Hervorgegangen ist sie aus der 1948 gegründeten Artur Fischer GmbH & Co. KG.

## Eigentümerstruktur
(Stand: August 2022)
- Klaus Fischer – 51,499 %
- fischer Beteiligungsgesellschaft mbH & Co. KG – 0,001 %
- Frank Fischer Familien GmbH & Co. KG – 24 %
- Jörg Fischer Familien GmbH & Co. KG – 24,5 %

## Unternehmensstruktur
Die fischerwerke sind Mitglied im Wirtschaftsverband Industrieller Unternehmen Baden und im Klimaschutz-Unternehmen e. V.

### Mitarbeiter und Werke
Die Fischerwerke GmbH und die weiteren Unternehmen der Fischer Holding beschäftigen rund 4.700 Mitarbeiter. 2000 Mitarbeiter sind in Deutschland beschäftigt, davon über 1200 am Stammsitz Waldachtal. Weitere deutsche Standorte sind Horb (Werkzeugbau/Sondermaschinenbau), Freiburg-Hochdorf und Denzlingen. Produktionsstandorte im Ausland gibt es in Italien (Padua), Tschechien, China, Argentinien, Brasilien, Serbien, Vietnam und in den USA. Mit 52 Landesgesellschaften in 38 Ländern vertreibt fischer in rund 120 Länder.

## Geschäftsbereiche
Die Unternehmensgruppe ist in vier Geschäftsbereiche gegliedert:

### Befestigungstechnik
Der größte Unternehmensbereich ist mit Abstand fischer Befestigungssysteme. Er gehört zur fischerwerke GmbH & Co. KG und produziert rund 14 Millionen Dübel täglich. Das Produktportfolio umfasst über 15.000 Artikel. Dazu zählen u. a. Kunststoffdübel, Metallverankerungen, dynamische Anker für Erdbebengebiete oder stark belastete Bauwerke, Brandschutzbefestigungen, innovative Fassadensysteme und der erste Punkthalter für Glas, bei dem die Lochbohrung das Glas nicht durchdringt. Ein umfassendes Schraubenprogramm, spezielle Sortimente für Wärmedämmverbundsysteme, die Sanität-, Heizungs-, Lüftungs- und Elektromontage, Kleber, Dichtstoffe, Schäume und Bohrer belegen die hohe Vielfalt. Seit Juli 2009 führt fischer ein Sortiment von Holzschrauben mit 2700 Artikeln. Die fischer Akademie ist zuständig für Beratung, Bemessungssoftware und Produktschulungen. Fischer-Produkte wurden im Burj Khalifa, dem Gotthard-Basistunnel, den Alten Prokuratien in Venedig sowie zur Befestigung der überhängenden Glasfassade im Porsche-Museum in Stuttgart verwendet.

### Fischertechnik
Das Konstruktionsspielzeug fischertechnik wurde 1965 auf den Markt gebracht. Seit Anfang der 1980er Jahre lassen sich fischertechnik-Modelle mit dem Computer steuern. Außerdem wird es in der Industrie zur Simulation von Prozessen genutzt. Seit Ende der 90er Jahre ist zudem fischer TiP erhältlich, ein ökologisches Kreativmaterial aus Kartoffelstärke und Lebensmittelfarbe.

### Consulting in Prozessoptimierung
2004 wurde die fischer Consulting gegründet. Mit dem Ziel Verschwendungen zu vermeiden, berät sie Kunden bei der Optimierung ihrer Prozesse. Grundlage ist das seit 2000 entwickelte fischer ProzessSystem (fPS) zur Verschlankung aller Prozesse.

### Elektronik Komponentenfertigung
2018 wurde die LNT Automation GmbH übernommen, an der Fischer seit 2016 beteiligt war. Das Unternehmen mit Sitz in Nellmersbach bei Stuttgart wurde 2021 in fischer Electronic Solutions GmbH umfirmiert und versteht sich als Elektronikdienstleister mit den Schwerpunkten Fertigungsdienstleistung für elektronische Komponenten und kapazitiven Touchscreen-Eingabekomponenten.

## Geschichte
Das Unternehmen wurde 1948 in Hörschweiler im Waldachtal von Artur Fischer gegründet. Erste Produkte waren Webstuhlschalter und elektrische Feuerzeuge. Die Erfindung des Synchronblitzes sorgte 1949 für einen Wachstumsschub und den Umzug ins Nachbardorf Tumlingen.
Am 7. November 1958 meldete Fischer in der Patentschrift mit der Nr. 1 097 117 seinen S-Dübel, einem Spreizdübel aus Nylon zum Patent an. Bis dahin wurden Holzstücke in Wände gegipst, in die wiederum Schrauben gedreht wurden. „Der Spreizdübel aus Plastik revolutionierte die Befestigungstechnik, ohne ihn wären weder Einbauküchen noch Wandregale denkbar“ (Süddeutsche Zeitung). Artur Fischer war zwar nicht der erste, der einen Kunststoff-Spreizdübel entworfen hatte, auch der schwedische Erfinder Oswald Thorsman hatte bereits 1957 Kunststoff-Spreizdübel konstruiert und zum Patent angemeldet, doch der Fischer-Dübel war aufgrund seiner speziellen Form für Mauerwerk jeglicher Art geeignet.
Als weiteres Geschäftsfeld kam 1965 das Fischertechnik-Baukastensystem hinzu. 1980 übernahm Klaus Fischer die Gesamtleitung der Unternehmensgruppe, die damals mit 1480 Mitarbeitern einen Umsatz von rund 80 Millionen Euro erzielte. Unter seiner Regie wurde die Internationalisierung des Unternehmens vorangetrieben. Auch die Ausweitung der Produkte auf chemische und Metallverankerungen erfolgte ab dieser Zeit.
1982 stieg fischer mit der CBOX in die Produktion von Automobilkomponenten ein. 1993 übernahm fischer seinen Konkurrenten Upat aus Emmendingen, 1997 folgte die Firma Rocca. Der Automotive-Bereich wurde 2001 in die eigenständige fischer Automotive GmbH & Co. KG ausgegliedert. Auch für Fischertechnik wurde 2004 eine eigene GmbH gegründet. Der Geschäftszweig Prozessberatung nahm 2004 mit der Gründung der fischer Consulting GmbH seine Tätigkeit auf. Seit 2009 fertigt fischer neben Befestigungssystemen auch Holzschrauben. 2016 übernahm fischer mit der LNT Automation GmbH einen Hersteller von elektronischen Baugruppen.
2021 übernahm fischer das österreichische Start-up Baubot und entwickelt ein 1,2 Tonnen schweres Roboter-Fahrzeug, „das selbstständig Löcher präziser und kostengünstiger bohren kann als ein Bauarbeiter. Den Staub saugt das Gerät gleichzeitig ab.“ Einsatzbereiche sollen Großbaustellen sein wie beispielsweise im Tunnelbau. Zudem wurde erstmals die eine Milliarde Euro Umsatzmarke geknackt.
2024 übernahm die Private-Equity-Gesellschaft Mutares SE & Co. KGaA den Unternehmensbereich fischer Automotive.
2024 übernahm fischer den deutsch-österreichischen Großhändler für Beschläge, Werkzeuge und Befestigungstechnik Seefelder (Nürtingen) und Odörfer (Graz).